# Diplocoelus talyshensis
Diplocoelus talyshensis is een keversoort uit de familie houtskoolzwamkevers (Biphyllidae). De wetenschappelijke naam van de soort werd in 1993 gepubliceerd door Nikolay Borisovich Nikitskiy.